# سیارک ۲۱۳۵۱
سیارک ۲۱۳۵۱ (به انگلیسی: 21351 Bhagwat، نامگذاری:1997EC36) بیست و یک هزار و سیصد و پنجاه و یکمین سیارک کشف شده‌است که در ۴ مارس ۱۹۹۷ کشف شد.
قدر مطلق سیارک برابر ۱۸.۶ است.